# Itäkeskus (stație de metrou)

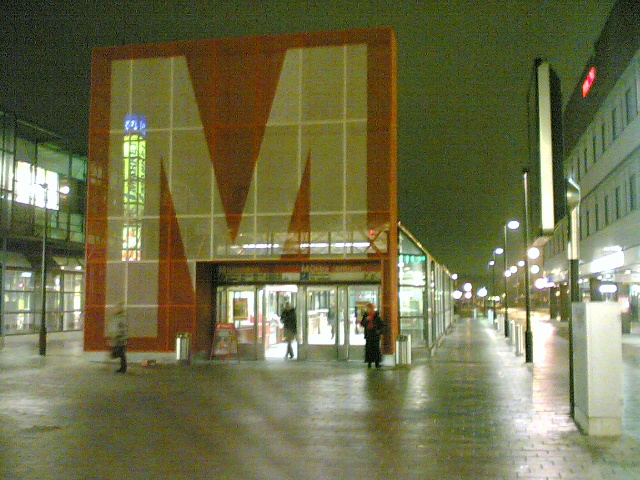
Staţia Itäkeskus

Itäkeskus (Östra centrum în suedeză) este o stație de suprafață a metroului din Helsinki, folsită pentru acces la centrul comercial Itäkeskus. Stația a fost inaugurată pe 1 iunie 1982 și a fost planificată de Jaakko Ylinen și Jarmo Maunula. Este situată la o distanță de 2,064 km de stația Siilitie, 1,922 km de stația Myllypuro și 1,042 km de stația Puotila.
De la Itäkeskus, linia de metrou se împarte în două ramuri, una (ramura de nord) care merge spre Mellunmäki și una (ramura de est) care merge spre Vuosaari.